# António Gonçalves Ribeiro
António Gonçalves Ribeiro é um militar e político português (30 de janeiro de 1933). Ocupou diversos cargos em governos portugueses.
Colocado em Angola desde 1972, será secretário de Estado no governo provisório da (ainda) colónia e membro da delegação portuguesa às negociações que em Alvor reconhecem no MPLA, FNLA e UNITA «os únicos legítimos representantes do povo angolano», e acordam os termos da independência. 
É como secretário geral do Alto-Comissariado de Angola (declina a «honra» de ser o último comissário) que vem a Lisboa falar com Costa Gomes. 
Alto-Comissário para os Desalojados de 1976 a 79, termina a carreira, em 2002, como director-geral de Política de Defesa Nacional.

## Funções governamentais exercidas
- III Governo Constitucional
  - Ministro da Administração Interna
- IV Governo Constitucional
  - Ministro da Administração Interna

## Condecorações[1][2]
- Cavaleiro da Ordem Militar de Avis de Portugal (9 de maio de 1972)
- Comendador da Ordem do Infante D. Henrique de Portugal (15 de janeiro de 1976)
- Grande-Oficial da Ordem do Infante D. Henrique de Portugal (9 de abril de 1981)
- Grã-Cruz com distintivo branco da Ordem do Mérito Militar de Espanha (2 de novembro de 1990)
- Grande-Oficial da Ordem da República da Tunísia (14 de abril de 1994)
- Grande-Oficial da Ordem Militar de Cristo de Portugal (9 de junho de 1994)
- Grã-Cruz com distintivo branco da Ordem do Mérito Militar de Espanha (19 de julho de 1995)
- Grã-Cruz da Ordem Militar de Cristo de Portugal (5 de março de 2001)